# Stegnaster
Genre
Stegnaster est un genre d'étoiles de mer de la famille des Asterinidae.

## Description et caractéristiques
Ce sont des étoiles très aplaties, de forme pentagonale, avec cinq bras visibles en relief mais réunis par une marge actinale formant une palmure continue entre eux.
Ces étoiles sont carnivores, et leur mode de chasse est très original : elles se tiennent au-dessus du substrat, sur la pointe des bras, pour imiter un refuge et attirer ainsi une proie, avant de se refermer brutalement sur celle-ci,.

## Liste des espèces
Selon World Register of Marine Species (29 octobre 2020) :
- Stegnaster inflatus (Hutton, 1872) -- Nouvelle-Zélande
- Stegnaster wesseli (Perrier, 1875) -- Atlantique sud

## Galerie

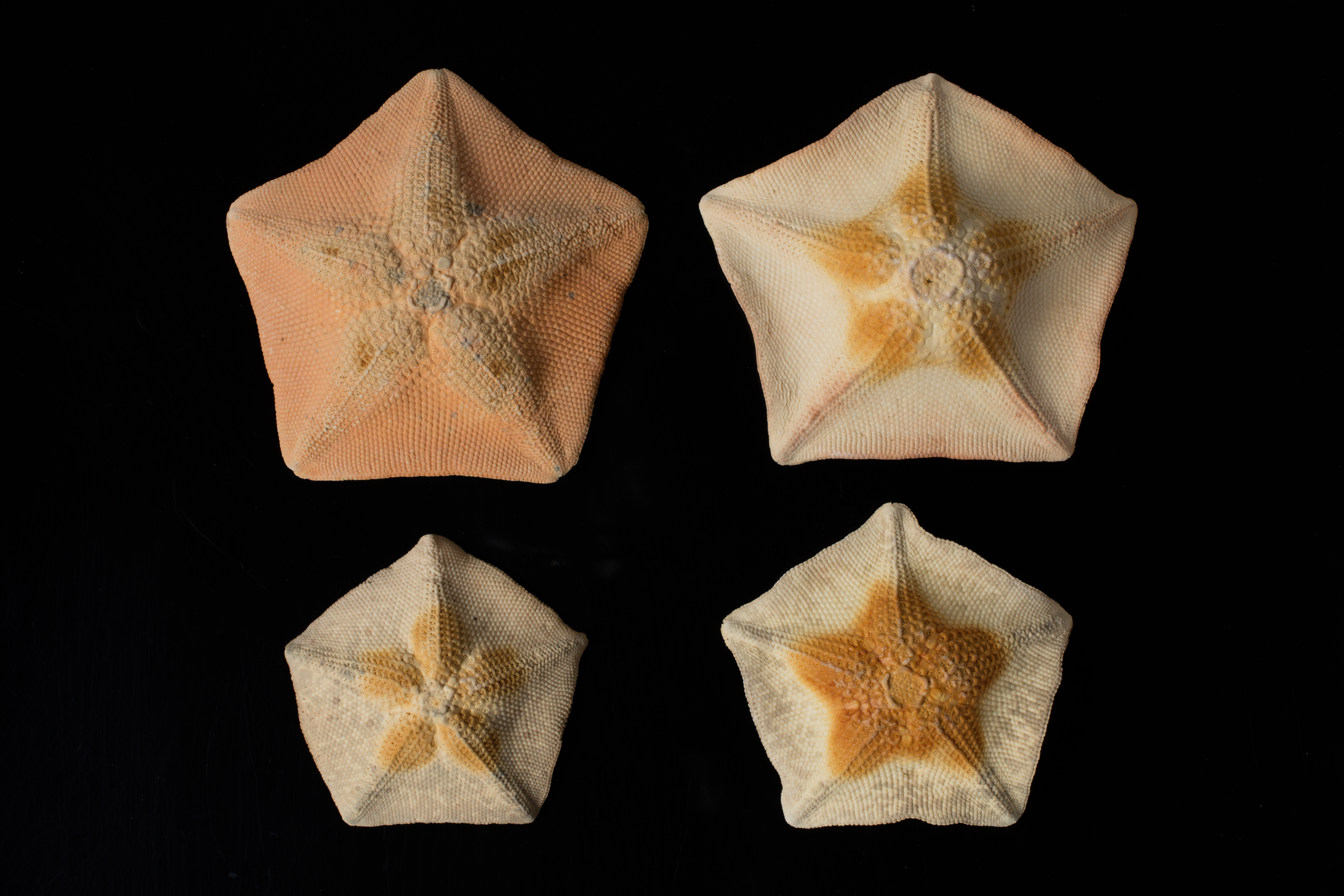
Stegnaster inflatus, face aborale.
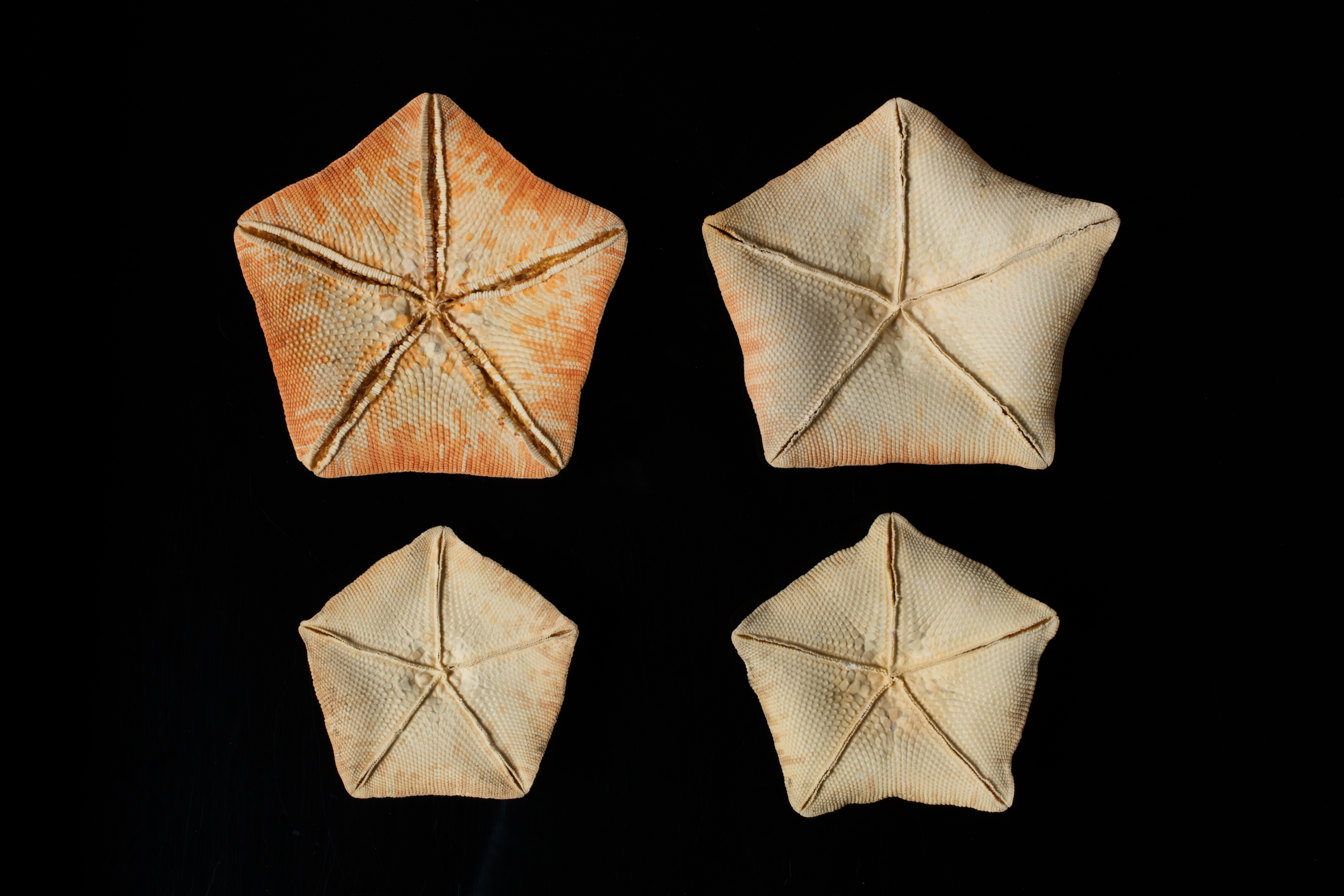
Stegnaster inflatus, face orale.
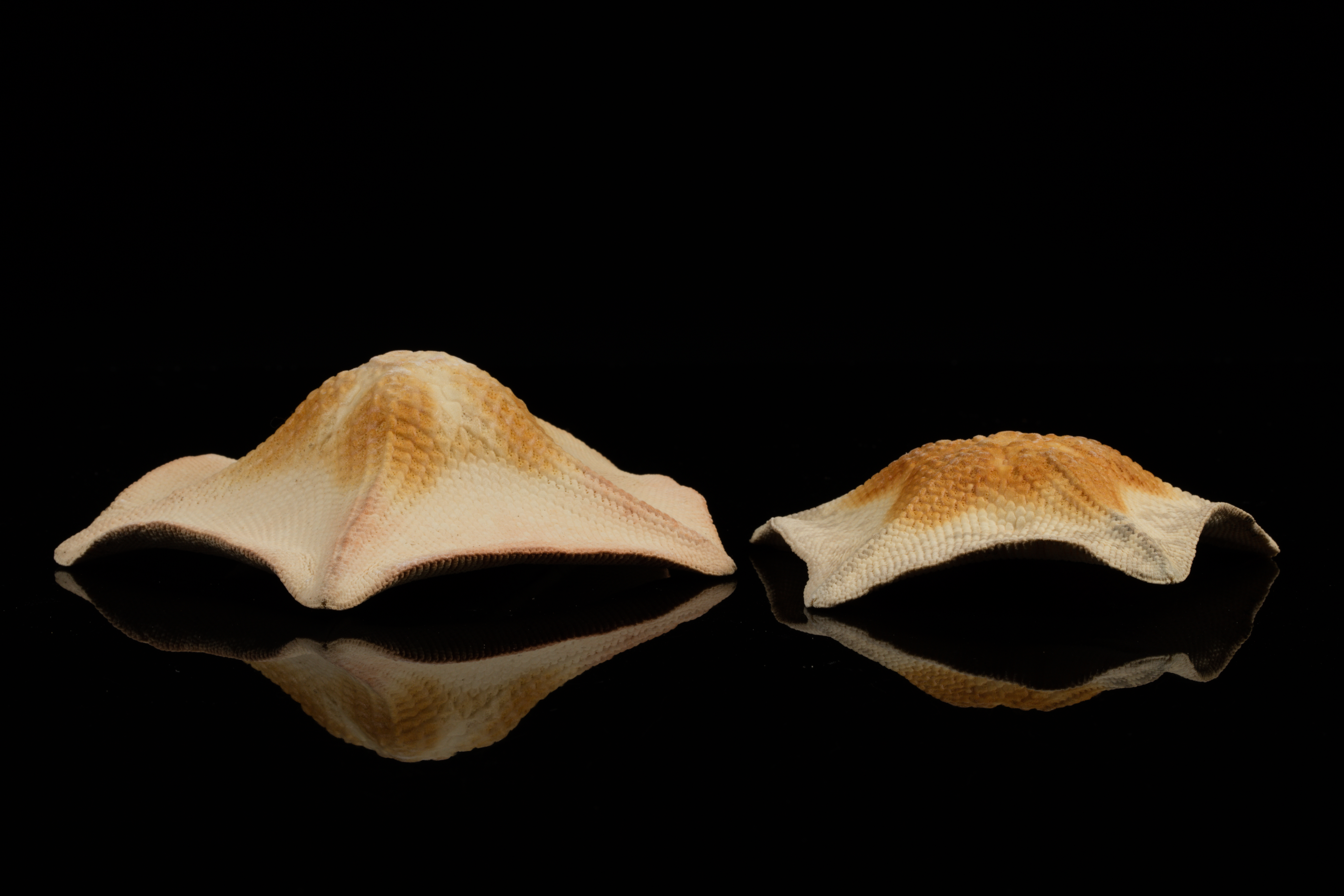
Stegnaster inflatus, de profil.
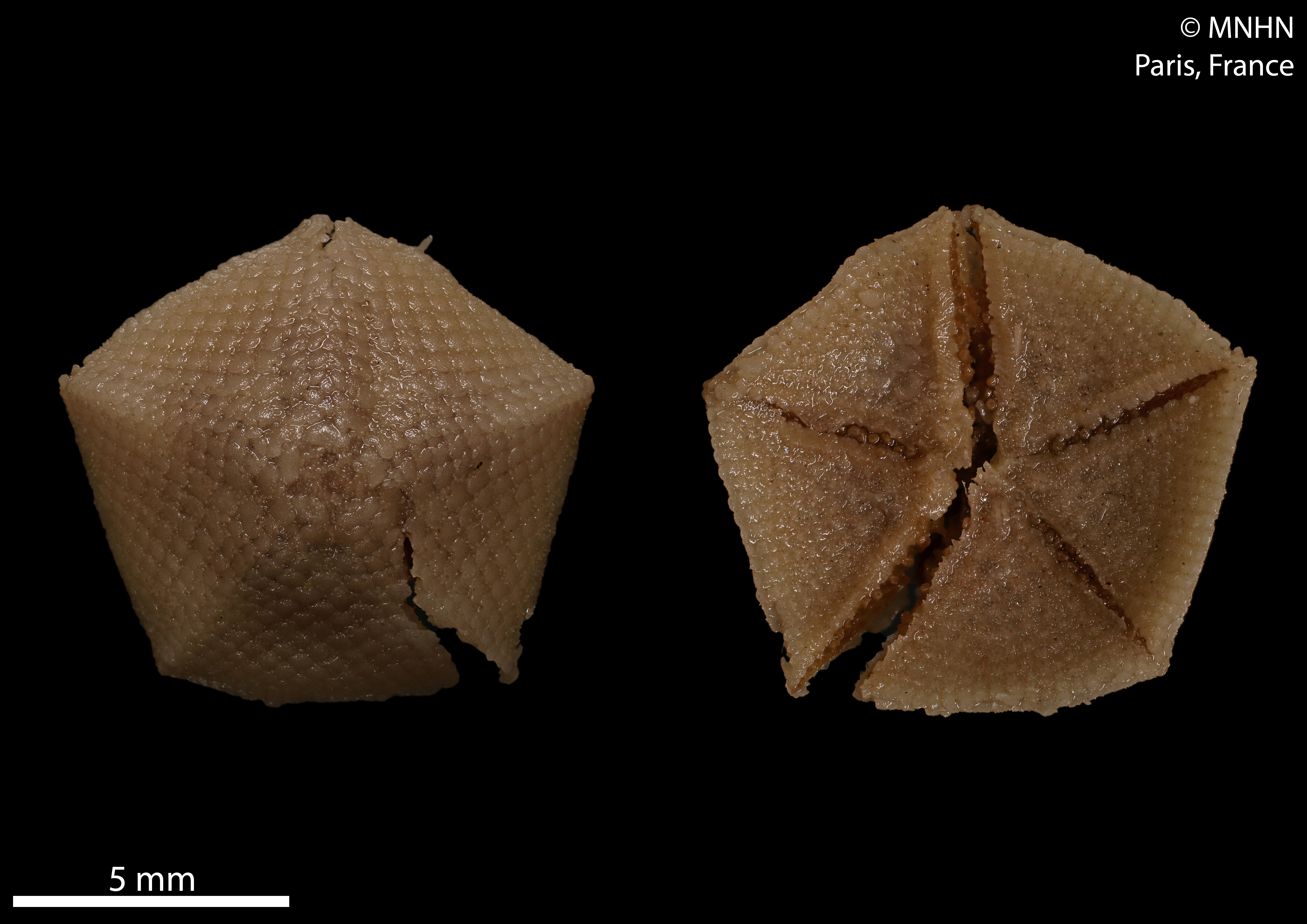
Stegnaster wesseli
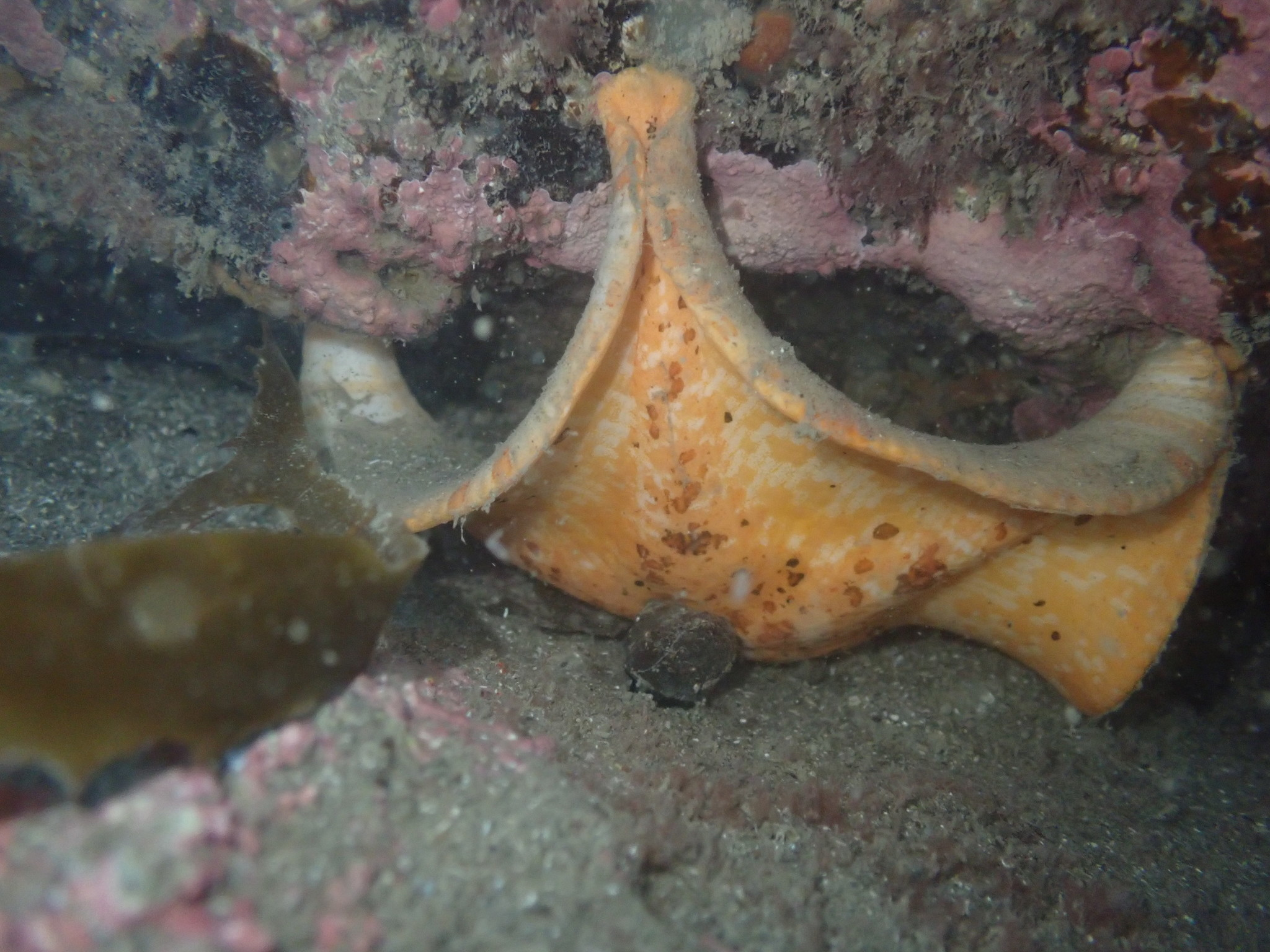
Stegnaster inflatus, in situ, en position de chasse.